# Jaguar 2
Raketenjagdpanzer Jaguar 2 – niemiecki rakietowy niszczyciel czołgów.
Pojazdy powstały w latach 1983-1985 poprzez modernizację niszczycieli czołgów Kanonenjagdpanzer, obejmującą wymianę armaty kalibru 90 mm na wyrzutnię przeciwpancernych pocisków kierowanych TOW oraz wyposażenie w dodatkowe opancerzenie.